# Arbúcies
Arbúcies – gmina w Hiszpanii, w prowincji Girona, w Katalonii, o powierzchni 86,22 km². W 2011 roku gmina liczyła 6741 mieszkańców.